# Ardro pod Velikim Trnom
Ardro pod Velikim Trnom is een plaats in Slovenië en maakt deel uit van de gemeente Krško in de statistische regio Spodnjeposavska. De plaats telde 45 inwoners op 1 januari 2020.